# Øvre Sandvatn
Der Øvre Sandvatn (norwegisch für Oberer Sandsee) ist ein kleiner See an der Prinzessin-Astrid-Küste des ostantarktischen Königin-Maud-Lands. Er liegt im östlichen Teil der Schirmacher-Oase. Sein Gegenstück ist der benachbarte Nedre Sandvatn.
Wissenschaftler des Norwegischen Polarinstituts benannten ihn.